# Percy Spender
Sir Percy Claude Spender (Sydney, 5 ottobre 1897 – Sydney, 3 maggio 1985) è stato un politico e diplomatico australiano.

## Biografia
Studiò presso il Fort Street High School e all'University of Sydney. Si unì al Commonwealth Public Service nel 1915. Nel 1935 si unì al King's Counsel.

## Carriera politica
Intraprese la carriera politica in occasioni dell'elezioni politiche del 1937, quando venne eletto come deputato per Warringah. Corse come indipendentista sconfiggendo Archdale Parkhill. In seguito aderì all'United Australia Party e mantenne il seggio fino alle sue dimissioni nel 1951. Dal 1944 si unì al Partito Liberale d'Australia.
Fu ministro senza portafoglio, assistendo il tesoriere (aprile–novembre 1939), vicepresidente del Consiglio esecutivo (gennaio–marzo 1940), poi tesoriere fino all'ottobre 1940 e poi Ministro dell'esercito fino alla caduta del governo di Arthur Fadden nell'ottobre 1941.
Al ritorno al potere di Robert Menzies nel 1949, Spender fu fatto ministro per gli affari esteri (19 dicembre 1949–26 aprile 1951) e ministro per i territori esterni. Ha guidato le delegazioni australiane nella conferenza del British Commonwealth a Colombo e nella quinta sessione dell'Assemblea generale delle Nazioni Unite (di cui era il vicepresidente). Giocò un ruolo importante nella firma dell'ANZUS Pact e nel Trattato di San Francisco.
Lasciata la politica, Spender venne nominato Ambasciatore australiano negli Stati Uniti d'America (1951-1958). Fu il primo australiano a prendere parte alla corte internazionale di giustizia a L'Aia (1958-1964).

## Matrimoni
Sposò, il 6 aprile 1925, Jean Maud Henderson. Ebbero due figli, tra cui John Spender seguì le orme del padre. Sposò, il 4 ottobre 1975, Averil Watkins McLeod. La coppia divorziò poco dopo. Nel 1983 sposò Eileen Congreve.

## Morte
Morì il 3 maggio 1985 a Sydney.